# Peribatodes contracta
Peribatodes contracta là một loài bướm đêm trong họ Geometridae.